# Héctor Béjar
Héctor Béjar Rivera (Ricardo Palma, Huarochirí, 2 de septiembre de 1935) es un abogado, sociólogo, escritor y artista plástico peruano además de catedrático de la Universidad Nacional Mayor de San Marcos y de la Pontificia Universidad Católica del Perú. Fue guerrillero del Ejército de Liberación Nacional en los años 1960 junto a Javier Heraud. Sirvió brevemente como ministro de Relaciones Exteriores entre el 29 de julio y 17 de agosto del 2021, durante el gobierno de Pedro Castillo.

## Biografía
Estudió Derecho en la Universidad Nacional Mayor de San Marcos. Tiene una maestría en Política Social y es doctor en Sociología, grado académico que obtuvo con calificación Summa cum laude en la misma universidad. En los años 1950 estudió Arte en la Escuela Nacional Superior Autónoma de Bellas Artes del Perú.
Es catedrático de políticas sociales y gerencia social en la Pontificia Universidad Católica del Perú.

## Vida política

### Actividad guerrillera
En 1962 recibió instrucción guerrillera en la Cuba revolucionaria, donde conoció al Che Guevara. Dicha formación estuvo a cargo de Manuel Piñeiro, apodado comandante Barbarroja.
De regreso en el Perú colaboró con Luis de la Puente Uceda en el Movimiento de Izquierda Revolucionaria (MIR).
Fundó el Ejército de Liberación Nacional (ELN) junto al poeta Javier Heraud, que formaba parte del movimiento de liberación latinoamericano de los años sesenta. En 1965 organizó la guerrilla "Javier Heraud" en Bolivia, bajo el nombre "Calixto". Posteriormente, retornó a La Habana en donde preparó la estrategia del ELN para el Perú. 
En 1965 dirigió el grupo guerrillero en el departamento de Ayacucho. El 25 de septiembre de dicho año, el Ejército de Liberación Nacional dirigido por Béjar tomó a la hacienda Chapi, en donde mataron a tres hacendados, robaron dinero y distribuyeron el ganado entre los campesinos a quienes dejaron apoderarse del fundo. Posteriormente su guerrilla sería derrotada. 
Fue detenido en Lima en febrero de 1966 y enviado a prisión por sedición. 

### Prisión (1966-1970)
Ante la probable condena a la pena de muerte, un grupo de intelectuales franceses dirigieron una carta al presidente Fernando Belaúnde Terry para pedirle que Béjar sea juzgado en procedimiento ordinario. Los intelectuales firmantes fueron François Mauriac, Jean-Paul Sartre, Simone de Beauvoir , Alain Resnais, Arthur Adamov, Laurent Schwartz, Jacques Prévert, Claude Bourdet, Charles Bettelheim y Michel Leiris. En el mismo sentido se pronunciaron Joë Nordmann de la Asociación de Juristas Demócratas y Daniel Mayer de la Liga de Derechos Humanos.
Béjar estuvo preso en el penal de la isla El Frontón. En prisión, se solidarizó con Hugo Blanco Galdós:

Yo considero a Hugo Blanco como un verdadero revolucionario y siempre he admirado su ejemplo, aunque no esté de acuerdo con su tesis del poder dual... lo conozco desde hace mucho así como su integridad personal... Pienso que su trabajo de sindicalización de los campesinos ha sido formidable ... No se le ha ayudado, se le ha aislado e incluso combatido, y he aquí los resultados...
Héctor Béjar citado por Víctor Villanueva en Hugo Blanco y la Rebelión campesina (1967, p. 171)

Fue liberado en diciembre de 1970 por una amnistía general otorgada por el general Juan Velasco Alvarado, en la cual fueron liberados Béjar, Hugo Blanco Galdós, Elio Portocarrero, entre otros guerrilleros.

### Activismo político
Durante el Gobierno Revolucionario de la Fuerza Armada colaboró con el gobierno de Velasco en el Sistema Nacional de Apoyo a la Movilización Social (SINAMOS). En este, trabajó con movimientos juveniles, rurales, cooperativos y populares, apoyando la reforma agraria nacional.
En los años setenta, Béjar y antiguos colaboradores del gobierno de Velasco Alvarado formaron CEDEP (Centro de Desarrollo y Participación) una de las primeras organizaciones no gubernamentales peruanas dedicada al desarrollo rural.

### Ministro de Relaciones Exteriores

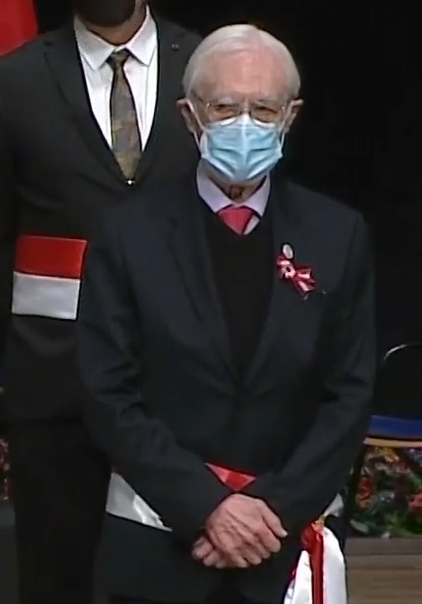
Béjar durante la Ceremonia de juramentación del Gabinete Ministerial del gobierno de Pedro Castillo.

El 29 de julio de 2021 fue nombrado ministro de Relaciones Exteriores. Tras dos semanas en el cargo, se difundieron unas polémicas declaraciones realizadas en noviembre de 2020 donde Béjar acusaba a la Marina de Guerra y a la Agencia Central de Inteligencia de Estados Unidos (CIA) de haber generado terrorismo en los años setenta :

El terrorismo en el Perú lo inició la Marina y eso se puede demostrar históricamente y han sido entrenados para eso por la CIA
Declaraciones de Héctor Béjar en noviembre de 2020.

Héctor Béjar se refería a la conspiración contra Juan Velasco en la que participaron altos oficiales de la Marina, y a los atentados de 1977 contra objetivos cubanos llevados a cabo, según cables de la embajada de Estados Unidos revelados por WikiLeaks, por la Marina.

## Publicaciones
Héctor Béjar es autor de varios ensayos, artículos y libros.
Su ensayo sobre el movimiento de liberación en los años sesenta Perú 1965: Notas de una experiencia guerrillera, ganó el Premio Casa de las Américas en 1969 a nivel latinoamericano y fue publicado en múltiples idiomas.
En 1976, publicó La Revolución en la Trampa, un estudio sobre el proceso político revolucionario en Perú entre 1968 y 1975. Béjar fue el editor de la revista de ciencias sociales del CEDEP Socialismo y Participación desde su aparición en 1977 hasta su edición final en el 2009.
La organización campesina sobre comunidades indígenas y desarrollo rural se publica en 1980 y Mitos y Metas del Milenio en el 2010.
Su libro de texto universitario Política Social, Justicia Social alcanzó su quinta edición en el 2013.
En 2012, publicó Mito y Utopía: Relato Alternativo del origen Republicano del Perú ACHEBE Ediciones, 2012.
En el 2015, Béjar publica Retorno a la Guerrilla, un recuento literario e histórico del movimiento de liberación de la década de los sesenta y un homenaje a los jóvenes que perdieron la vida por formar parte de ese movimiento. 
En 2019, Béjar publica el libro Vieja crónica y mal gobierno: Historia del Perú para descontentos, un recuento alternativo de la historia del Perú desde el Virreinato. 
En el 2020 Béjar publicó Velasco, sobre el Gobierno Revolucionario del general Juan Velasco Alvarado.

## Filmografía
Debido a su vida guerrillera, Béjar ha aparecido entrevistado en tres documentales:
- Venezuela, país en trance[20]
- La revolución y la tierra[21]
- El viaje de Javier Heraud[22]

Y fue interpretado por el actor Tommy Párraga en la película biográfica de Javier Heraud titulada:
- La pasión de Javier[24][25][26]